# منتخب السويد تحت 17 سنة لكرة القدم
منتخب السويد تحت 17 سنة لكرة القدم (بالسويدية: Sveriges U17-herrlandslag i fotboll)‏ هو ممثل السويد الرسمي في المنافسات الدولية في كرة القدم في فئة كرة قدم تحت 17 سنة للرجال.